# Shanta Ghosh
Shanta Ghosh-Broderius (3 gennaio 1975) è un'ex velocista tedesca.

## Palmarès

### Mondiali
- 1 medaglia:
  - 1 argento (Edmonton 2001 nella staffetta 4x400 m)

### Mondiali indoor
- 1 medaglia:
  - 1 bronzo (Lisbona 2001 nella staffetta 4x400 m)

### Europei Under 23
- 3 medaglie:
  - 1 oro (Turku 1997 nella staffetta 4x100 m)
  - 2 argenti (Turku 1997 nei 200 m piani; Turku 1997 nella staffetta 4x400 m)